# Abroncsosi mikrorégió
Az Abroncsosi mikrorégió (szlovákul röviden: MR Obručná) a Losonci járás déli részén fekvő tíz település szövetsége.

## Leírása
Hivatalos szlovák elnevezése: MR Mikroregión Obručná - združenie obcí. 1999-ben regisztrálták. A régió képviselője: Aladár Gášpár. Az ide tartozó települések a következők: Béna (szk. Belina), Csákányháza (szk. Čakanovce), Csomatelke (szk. Čamovce), Fülek (szk. Fiľakovo), Fülekpüspöki (szk. Biskupice), Gömörsid (szk. Šíd), Ragyolc (szk. Radzovce), Rátkapuszta (szk. Ratka), Sátorosbánya (szk. Šiatorská Bukovinka) és Sőreg (szk. Šurice)

## Oktatás
A régió oktatási központja Fülek és Ragyolc. Füleken két középiskola és négy 9 éves általános iskola két szlovák és két magyar nyelvű működik. Ide az egész régióból de még a Medvesből is járnak tanulni. Ragyolcon egy 9 éves általános iskola működik szlovák és magyar tanítási nyelven. A Ragyolci általános iskolába Ragyolcon kívül élsősorban a Sátorosbányáról és Csákányházáról de még Bénáról, Fülekpüspökiról és Fülekről is járnak tanulni. Több település is rendelkezik 4 éves általános iskolával a régióban.

## Turizmus
A régió jó turisztikai lehetőségekkel rendelkezik. Legjelentősebb központjai Fülek és Ragyolc. Füleken a Füleki vár, Ragyolcon pedig az Abroncsosi Rekreációs tábor, de jelentősek még a Sátorosbánya határában fekvő Somoskői vár turistaösvénnyel, a Macskaluki bánya turistaösvénnyel és a Sátorosbányai víztározó. Említést érdemel még a Bénai Nógrádi Geopark.

## Ipar
A régió jelenleg nagy munkanélküliséggel küzd. A munkahiány rányomta bélyegét a régióra. Az Abroncsosi mikrorégió helyzetét nagyban befolyásolja, hogy az emberek nagy többsége a Medves régióból is itt vállal munkát, mivel a Medvesi régióban a munkalehetőség szinte egyenlő a nullával. A régió legnagyobb ipari központja Fülek és Ragyolc. A régióban 3 nagyobb és több kisebb üzem és cég működik. A régmúltban jelentős szerepe volt a bányászatnak melyek Ragyolcon, Csákányházán, Sátorosbányán és Csomateleken voltak. Ezek többsége ma már nem működik.

## Mezőgazdaság
Az Obručnái mikrorégió mezőgazdasága nehéz időket él jelenleg. Az egykori Csehszlovákia felbomlása után a mezőgazdasági szövetkezetek fokozatosan csődbe mentek majd megszűntek. Manapság a Füleki Filagro a.s. műveli a régió földjeit. Az állat tenyésztés szinte minimális. Ez viszont nem volt mindig így, a mezőgazdaság
ebben a régióban jó lehetőségeket nyújt. A 90-es években még minden település a régióban saját mezőgazdasági szövetkezettel rendelkezett, és minden település magának művelte földjeit és minden településen állat tenyésztéssel is foglalkoztak. Az Európai Unió és a Szlovák vidék fejlesztési tervek azonban újra fellendíthetik a régió mezőgazdaságát.

## Adatok és statisztika
A régió szemét termelése 2007:
Település             Szemét tonnában        Újrahasznosított szemét tonnában         Megsemmisített szemét tonnában
- 1. Fülek             2 241,3 (68,3%)         44,5 (64,1%)                             2 196,8 (69,7%)
- 2. Ragyolc             304,9  (9,3%)         11,6 (16,7%)                               293,3  (9,3%)
- 3. Gömörsid            197,0  (6,0%)          0,0  (0,0%)                               157,0  (5,0%)
- 4. Fülekpüspöki        157,2  (4,8%)          0,0  (0,0%)                               152,9  (4,9%)
- 5. Csákányháza         107,9  (3,3%)          0,0  (0,0%)                               100,7  (3,2%)
- 6. Csomatelek           84,5  (2,6%)          0,0  (0,0%)                                82,5  (2,6%)
- 7. Sátorosbánya         59,5  (1,8%)          0,0  (0,0%)                                52,5  (1,7%)
- 8. Sőreg                57,9  (1,8%)          0,0  (0,0%)                                56,7  (1,8%)
- 9. Béna                 41,3  (1,3%)          8,9 (12,8%)                                32,3  (1,0%)
- 10. Rátka               31,3  (1,0%)          4,4  (6,3%)                                26,4  (0,8%)
- MR Obručná        3 282,8 (100%)          69,4  (100%)                             3 151,1  (100%)